# Eremosyne pectinata
Eremosyne pectinata är en tvåhjärtbladig växtart som beskrevs av Stephan Ladislaus Endlicher. Eremosyne pectinata ingår i släktet Eremosyne och familjen Escalloniaceae. Inga underarter finns listade i Catalogue of Life.